# Alfred von Waldersee

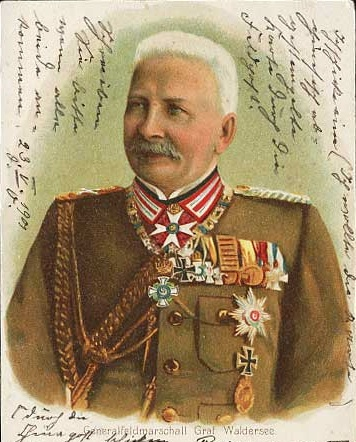
Mariscal de Campo von Waldersee. Postal de 1901.

Alfred Ludwig Heinrich Karl Graf von Waldersee (8 de abril de 1832, Potsdam - 5 de marzo de 1904, Hanover) fue un mariscal de campo alemán (Generalfeldmarschall) que sirvió como jefe del Estado Mayor General de Alemania de 1888 a 1891 y como comandante supremo aliado en China de 1900 a 1901.

## Primeros años
Alfred von Waldersee nació en Potsdam en una familia militar y aristocrática. Tras asistir a varias escuelas militares, en 1850, fue comisionado como teniente (Leutnant) en el Cuerpo de Artillería del Ejército de Prusia. Pronto atrajo la atención de sus superiores. En su primera campaña importante, la guerra austro-prusiana de 1866, sirvió como edecán del general de artillería Federico Carlos de Prusia, con quien estuvo presente en la batalla de Königgrätz. En el curso de esta campaña, el conde Waldersee fue promovido a mayor y asignado al comando general. Luego, sirvió en el equipo del X Cuerpo del Ejército, una nueva formación en el reino conquistado de Hanover. En enero de 1870, fue nombrado agregado militar en la embajada de Prusia en París. En este puesto, fue capaz de recopilar información de inteligencia sobre las fuerzas militares francesas que fue valiosa en las campañas por venir.
En la guerra franco-prusiana, el teniente coronel conde Waldersee, reconocido por su destreza militar y el reciente análisis de las fuerzas armadas del adversario, resultó ser un asistente útil para el "supremo señor de la guerra". Estuvo presente en las grandes batallas alrededor de Metz, fue asignado al equipo del general Gran Duque de Mecklemburgo-Schwerin y luego en operaciones contra el ejército de Antoine Chanzy en el Loira. El Gran Duque era un soldado prominente, pero no un estratega, y el resultado exitoso de la campaña occidental se debió en gran parte a su consejero, el conde von Waldersee.
Al final de la guerra, Waldersee recibió la Cruz de Hierro de Primera Clase y se le concedió el difícil puesto de representante alemán en París, en el que se destacó su tacto y cortesía. A fines de 1871, Waldersee se hizo cargo del Regimiento 13.º Ulano en Hanover y, dos años más tarde, fue nombrado jefe del equipo del Cuerpo del Ejército hanoveriano, en donde había servido antes de 1870. El 14 de abril de 1874, se casó con Mary Esther Lee (1837-1914), la tercera hija del rico comerciante neoyorquino David Lee y la viuda del príncipe Federico de Schleswig-Holstein-Sonderburg-Augustenburg. El Emperador de Austria había creado previamente para Mary el principado de Nöer. Mary se convirtió en defensora de los pobres en Prusia y fue honrada por su compasión.

## El equipo del Gran General

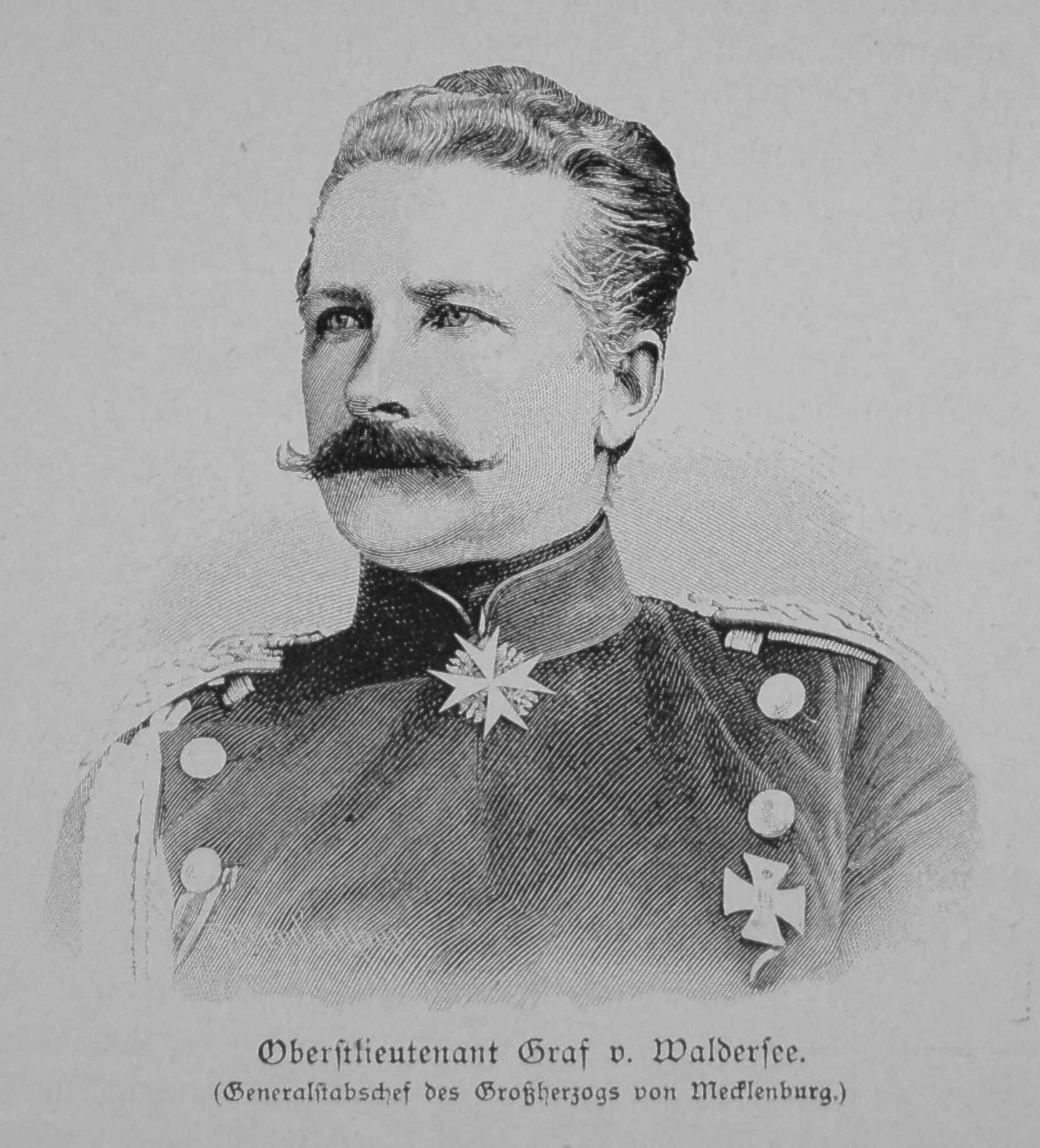
Graf von Waldersee

En 1882, Waldersee fue elegido por el mariscal de campo Helmuth von Moltke como su asistente principal en Berlín con el rango de Generalquartiermeister. Con esta elección, fue considerado como el sucesor putativo del octogenario mariscal de campo. En varias ocasiones, Waldersee acompañó al príncipe Guillermo, el futuro káiser Guillermo II de Alemania, en sus viajes al extranjero en representación del abuelo del príncipe, el káiser Guillermo I. Gracias a estos viajes, surgió una asociación estudiante-profesor; sin embargo, los padres liberales de Wilhelm (el príncipe Federico Guillermo y la princesa real Victoria) consideraban a Waldersee «antisemita, estrechamente celoso en religión y reaccionario... era la personificación de algo que los padres de Guillermo más detestaban».
El canciller Otto von Bismarck había estado en el poder en Prusia y Alemania por una generación; pero, para mediados de los años 1880, el clima sociopolítico en Alemania estaba cambiando. Los socialistas ganaron escaños en el Reichstag y la burguesía liberal tenía un amigo en el príncipe. Bismarck, en un esfuerzo por retener el poder, pretendía un alineamiento con el ejército; sin embargo, estaba cansado y desconfiaba de Waldersee. Efectivamente, en todo menos en el título de jefe del Estado Mayor, el conde fue «capaz, pero extravagantemente ambicioso, intrigante sin descanso y más o menos abiertamente aspiraba a la cancillería [para sí mismo]». El Estado Mayor sabía poco de los planes de Bismarck y las perspectivas de Waldersee en ocasiones entraban en contradicción con las posiciones en política exterior defendidas por el canciller. Waldersee, oficialmente todavía segundo después de Moltke, había estado ascendiendo a los agregados militares en las embajadas imperiales «en un servicio diplomático virtualmente independiente», a menudo, logrando pasar por alto al Ministerio de Asuntos Exteriores. Después de que fue detectada una violación de protocolo en la embajada de Viena, Waldersee en persona fue posteriormente «arrastrado sobre las brasas» por Bismarck para demostrar a los militares que estaba a cargo de los asuntos exteriores. El mariscal de campo Moltke finalmente se retiró en agosto de 1888 y el nombramiento de Waldersee para sucederlo era una conclusión inevitable: el recién coronado con 29 años de edad, el káiser Guillermo II dio su consentimiento.
En esencia, Waldersee siguió la línea de Moltke hasta que chocó con el joven y, a menudo, impredecible emperador. En 1891, en las maniobras de otoño [Kaisermanöver] del Ejército Imperial, Waldersee se atrevió a "derrotar" las formaciones bajo el control del impetuoso Guillermo II. Waldersee perdió así la confianza de su soberano y fue relevado de sus labores y reasignado al mando del IX Cuerpo del Ejército en Hamburgo-Altona, una clara degradación, aunque aún una tarea de importancia. Waldersee, a pesar de todo lo que había pasado, establecería su residencia en Hamburgo cerca de la casa de retiro de Bismarck en Friedrichsruh. En 1898, fue nombrado inspector general del Tercer Ejército en Hanover, con la orden de transferencia acompañada de expresiones laudatorias de buena voluntad de Guillermo II.

## Expedición a China

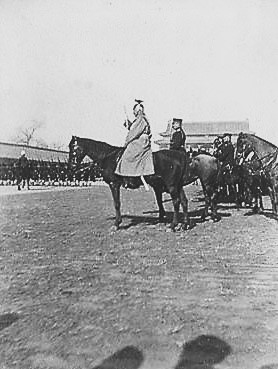
Conde von Waldersee en China.

Dos mil cristianos europeos y chinos quedaron atrapados por insurgentes bóxers en Pekín en 1900. Una fuerza internacional de socorro de ocho naciones con tropas europeas, estadounidenses y japonesas partió al rescate. Puesto que el ministro en China del káiser Guillermo II, el barón Klemens von Ketteler, fue asesinado por los bóxers, los alemanes «sostenían cierta prioridad en la cruzada contra la barbarie china». El entonces semirretirado, de 65 años de edad, pero recientemente promovido para la ocasión, mariscal de campo Alfred conde von Waldersee fue propuesto por el zar de Rusia y secundado por los japoneses, como el primer comandante supremo aliado de los tiempos modernos.
Las preparaciones para la partida del mariscal de campo de Alemania a China causó una buena cantidad de comentarios satíricos sobre lo que se conoció como "Waldersee Rummel" o "representaciones teatrales de Waldersee" — que este detestaba—. Gran parte de este circo, escribió con irritación, «... desafortunadamente, ha aparecido en los periódicos». Waldersee llegó a las líneas de combate de Pekín muy tarde para dirigir su fuerza multinacional en alguna lucha de importancia, pero estuvo a cargo de la pacificación de los bóxers. «Estas expediciones punitivas... fueron empresas ingratas [y] desde el punto de vista de Waldersee... difícilmente constituyeron una guerra». No obstante, es probable que «si no hubiera existido su nombramiento o si hubiera sido ocupado por una personalidad menos positiva, las animosidades que amargaron incesantemente a los contingentes [internacionales] en el norte de China habrían tomado serias proporciones... [Además], hubo innumerables incidentes menores y es, al menos, parcialmente responsabilidad de Waldersee que nada saliera de ellos.»

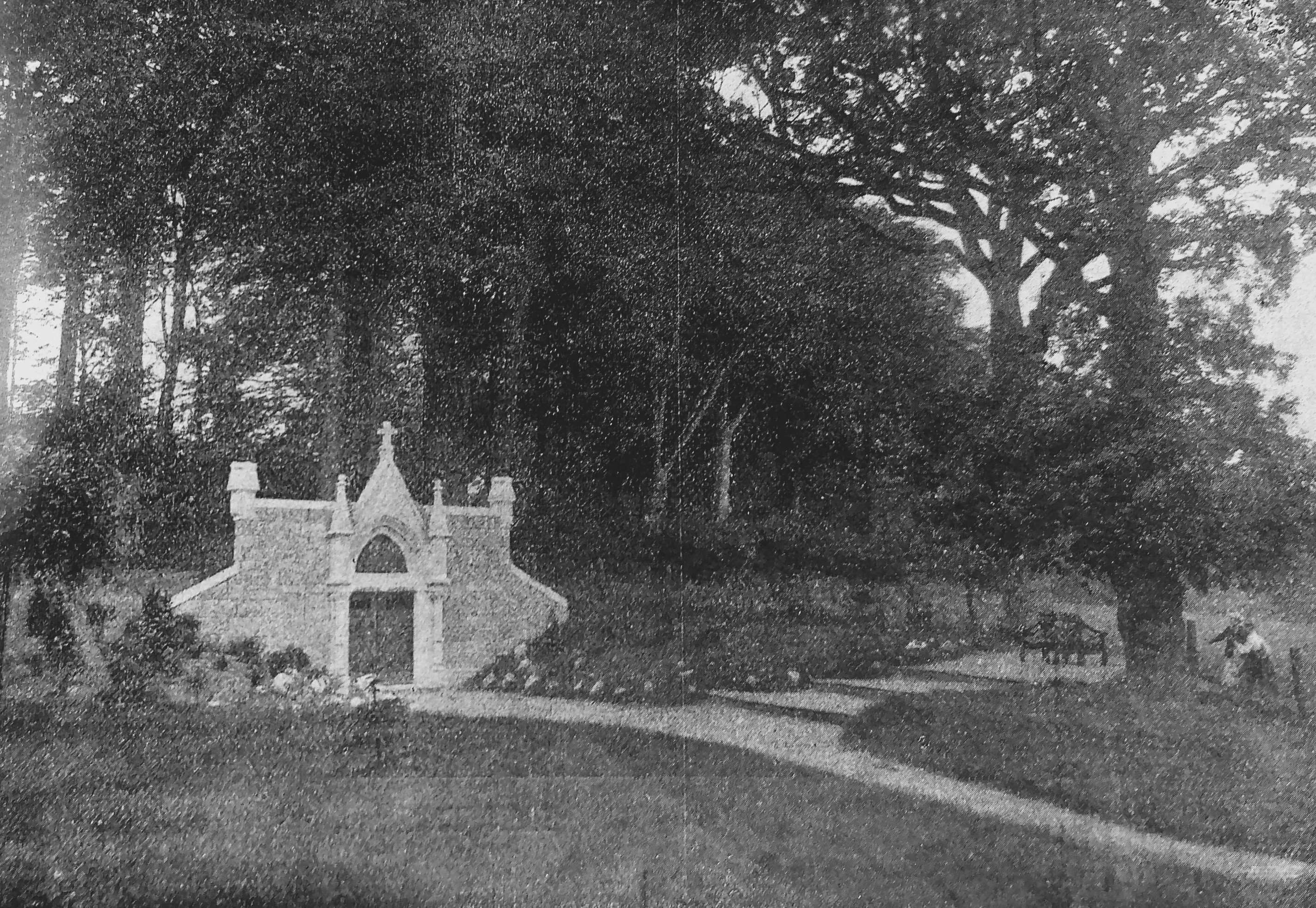
Tumba del mariscal de campo von Waldersee cerca de Stöfs alrededor de 1906

El mariscal de campo no entendía la resistencia de la psique china, pero entendió que la conducta de los conquistadores era impropia: sus soldados estaban ociosos y aburridos y las enfermedades venéreas aumentaban. Al final de la campaña, apresuró su retorno a Alemania. En 1901, por sus «logros en el interés de la paz mundial», fue nombrado ciudadano honorario de Hamburgo, su antigua residencia. Ya en Hanover, retomó las tareas de inspector general, que ejecutó casi hasta su muerte en 1904 a la edad de 72 años.